# Konsulardiptychon

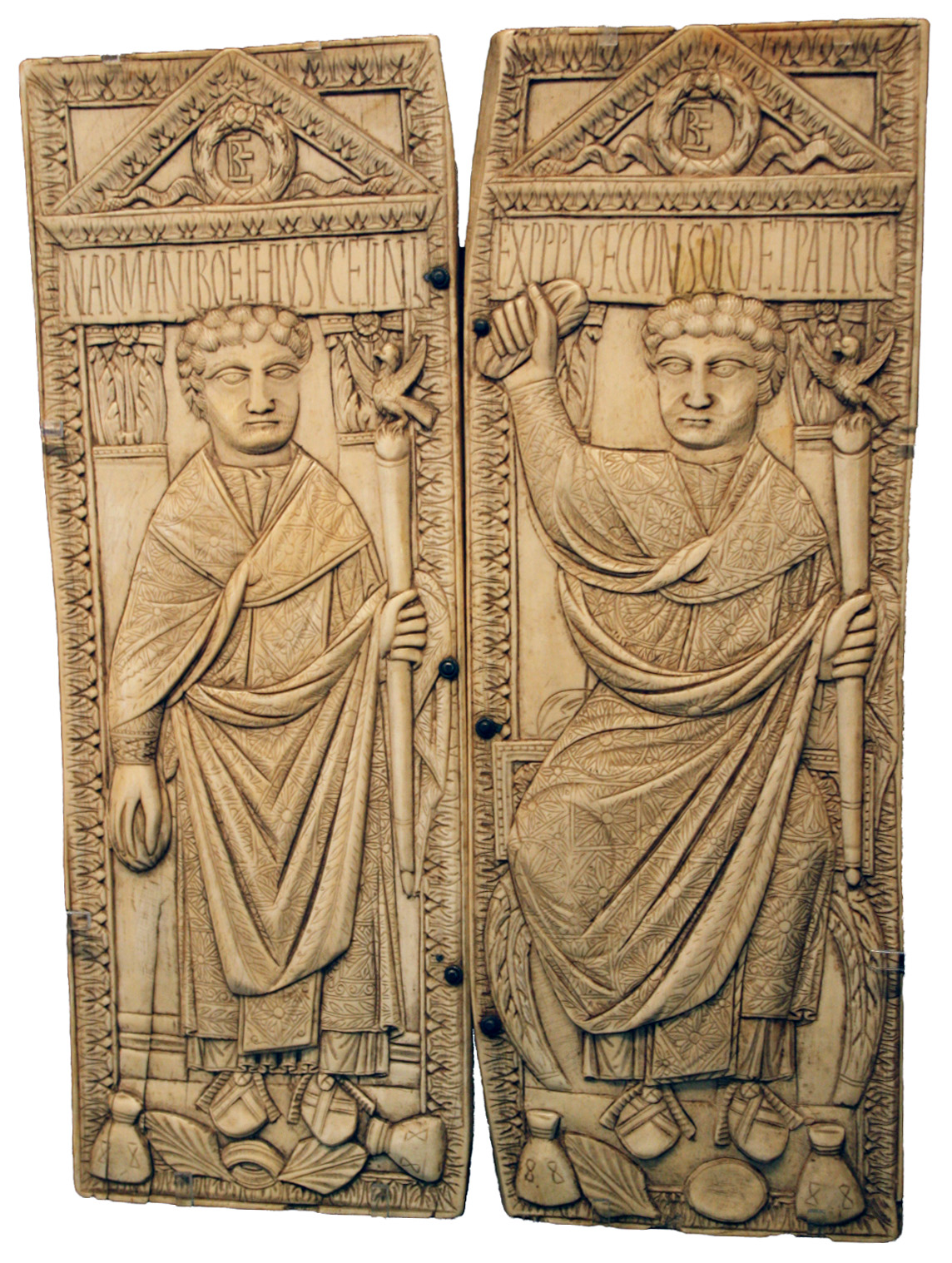
Konsulardiptychon des Manlius Boethius, 487 n. Chr., Brescia

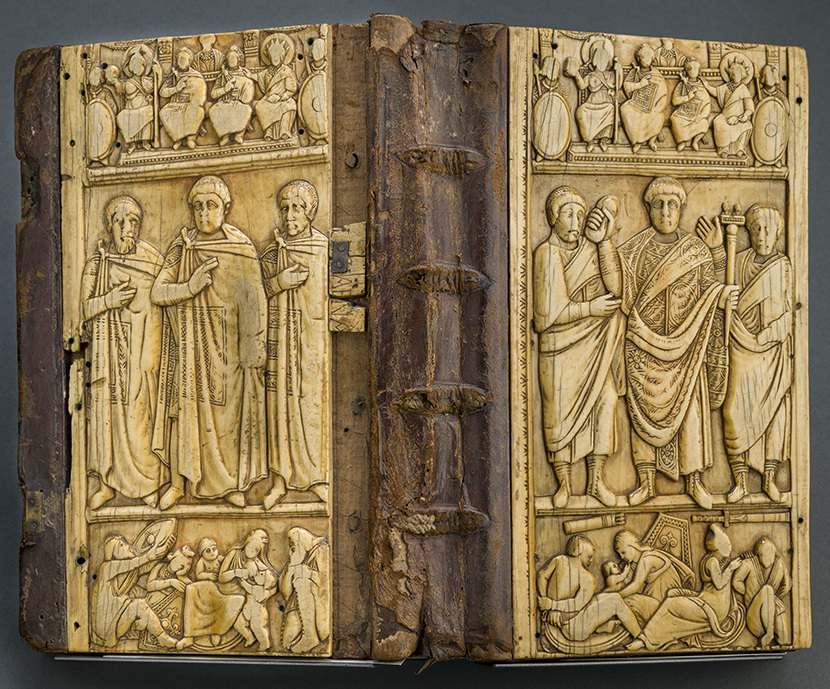
Konsulardiptychon des Flavius Constantius, Elfenbein, Weströmisches Reich 417, Domschatz Halberstadt

Ein Konsulardiptychon ist ein aus Elfenbein geschnitztes Diptychon der Spätantike, das nach einem kaiserlichen Erlass aus dem Jahr 384 ausschließlich römische Konsuln in Auftrag geben durften. Die wertvollen Schreibtafeln verschenkten die Würdenträger jeweils kurz nach ihrem Amtsantritt am 1. Januar an hochgestellte Freunde.

## Geschichte
Klappbare, mit Wachs beschichtete Schreibtafeln aus Holz oder Metall waren in der Antike weit verbreitet. Waren sie aus Elfenbein gefertigt, wurden sie auch als libri elephantini bezeichnet. Ab dem späten 4. Jahrhundert kamen reich verzierte, zweiflügelige Prunktafeln in Mode, mit denen sich hohe kaiserliche Beamte bei Freunden erkenntlich zeigen und aufwendige von ihnen finanzierte Zirkusspiele bildlich in Erinnerung halten wollten. Kaiser Theodosius I. erließ daraufhin 384 ein Edikt (Codex Theodosianus 15,9,1), wonach Elfenbeintafeln nur noch Konsuln zustanden (auch das Verschenken von Seidenstoffen wurde Privatpersonen verboten). Weniger hochrangige Beamte mussten fortan entweder eine Ausnahmegenehmigung beantragen oder auf weniger repräsentative Materialien ausweichen. Die Wirksamkeit dieses Edikts ist jedoch anzuzweifeln, da auch danach noch Elfenbein-Diptychen für Beamte unterhalb des konsularischen Rangs hergestellt wurden.

## Bedeutung
In der Spätantike amtierten jährlich zwei Konsuln, einer in Westrom mit Sitz in Rom, einer in Ostrom mit Sitz in Konstantinopel. Um sich gleich nach dem Amtsantritt am 1. Januar großzügig zu zeigen, ihre (auch finanzielle) Macht zu demonstrieren und dabei politisch wichtige Persönlichkeiten gewogen zu halten, gaben die Konsuln die Konsulardiptychen als repräsentative Schreibgeräte in Auftrag. Außen waren die Elfenbeintafeln, die mit Riemen, Schnüren oder Stangenscharnieren miteinander verbunden waren, aufwändig verziert, teilweise polychrom bemalt und häufig mit Namen und sämtlichen Titeln des Stifters versehen. Die Innenseiten waren mit Wachs beschichtet, einem weichen Material, das mit Schreibgriffeln geritzt werden konnte, um sich Notizen zu machen. Die Tafeln sind bis zu 40 cm hoch. Insgesamt sind 44 solcher kostbaren Kunsthandwerksarbeiten überliefert, die auf die Jahre 406 bis 541 datiert werden konnten. 34 dieser Tafeln sind Konsuln namentlich zugeordnet worden, bei den übrigen fehlen die nötigen Angaben. Die Konsulardiptychen aus dem 5. Jahrhundert stammen fast ausnahmslos aus Rom, die des 6. Jahrhunderts aus Konstantinopel, was mit dem Untergang Westroms im Zuge der Völkerwanderung zu erklären ist, wenngleich das Konsulat in Rom erst 534 offiziell abgeschafft wurde.
Im Mittelalter wurden Konsulardiptychen teilweise zu christlichen Andachtsbildern umgearbeitet; so wurde beispielsweise aus einem bartlosen Konsul ein bärtiger Petrus und aus antiker Bogenarchitektur eine Kirche. Die karolingische Elfenbeinkunst orientiert sich stark an Konsulardiptychen.

## Datierung

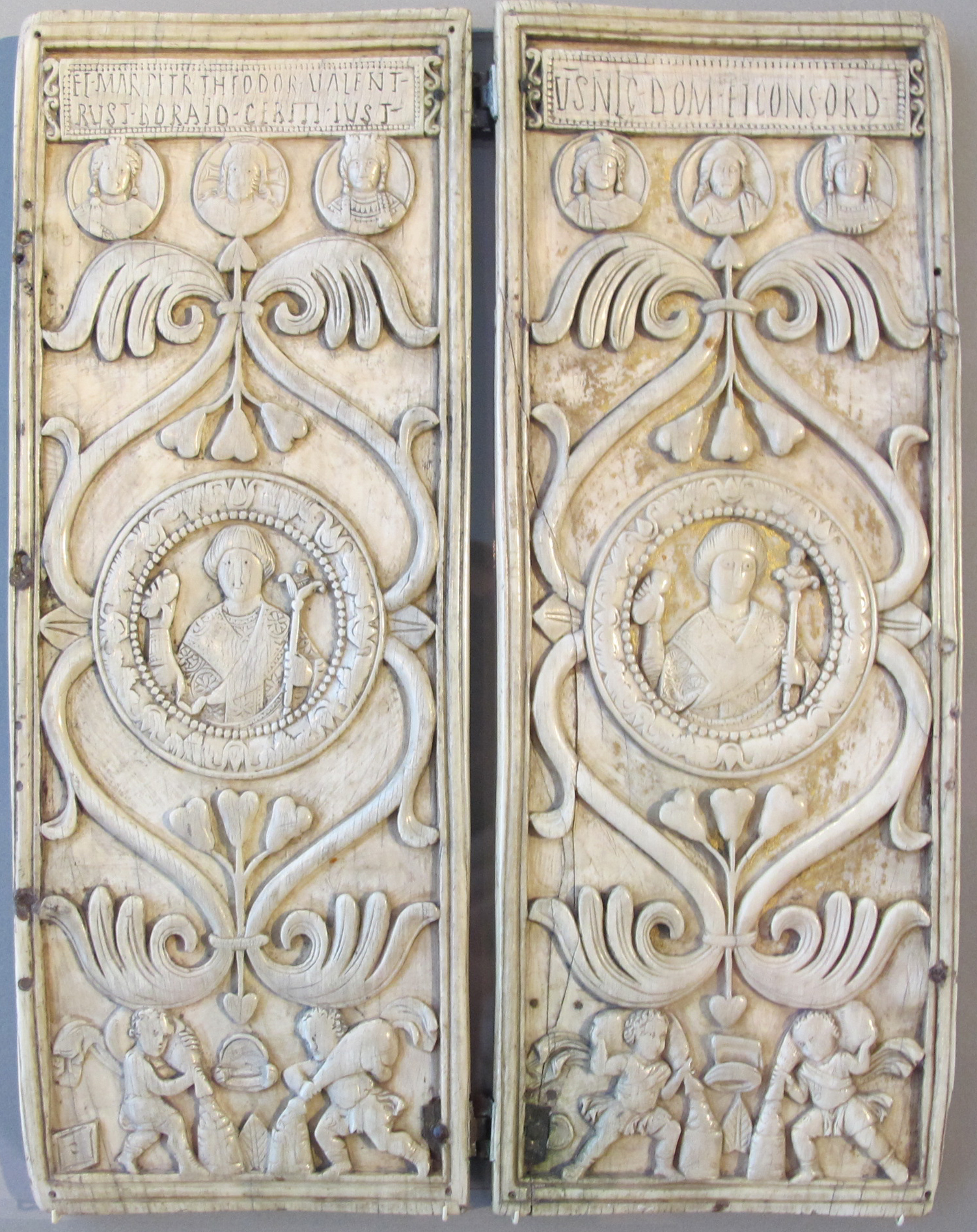
Konsulardiptychon des Justinus (540 n. Chr.). Links der Name des Konsuls, rechts seine Würden: V(ir) INL(ustris) C(omes) DOM(esticorum) ET CONS(ul) ORD(inarius)

Das älteste erhaltene Konsulardiptychon ist das im Domschatz von Aosta aufbewahrte Diptychon des Flavius Anicius Petronius Probus (Konsul im Jahr 406). Das jüngste Exemplar wurde von Anicius Faustus Albinus Basilius für sein Konsulat im Jahr 541 in Auftrag gegeben. Ab 542 wurde das Konsulat in Konstantinopel nicht mehr besetzt und damit faktisch abgeschafft. Danach schmückten sich nur noch gelegentlich die Kaiser nach ihrem Amtsantritt aus zeremoniellen Gründen einige Tage mit dem Titel eines Konsuls.

## Aussehen
Die Konsuln ließen sich in Festkleidung (mit der reich verzierten, in der Spätantike üblichen toga picta) mit dem Zepter in der linken Hand und auf einem Thron sitzend darstellen. Gelegentlich halten sie in der rechten Hand die mappa circensis, ein gefaltetes Tuch, mit dem das Zeichen zur Eröffnung von Zirkusspielen gegeben wurde, eine Amtshandlung, die für Konsuln der Spätantike typisch war. Szenen aus dem Zirkus sind manchmal auch unterhalb des Throns zu finden, darüber Genien, Putten, die Geld ausschütten oder Porträt-Medaillons (Clipeus), etwa vom regierenden Kaiserpaar. Kaiser Justinian I. ließ sich sogar „christusgleich“ abbilden, um die sakrale Würde des Kaisertums zu unterstreichen. Die jeweiligen Bilder auf den Konsulardiptychen werden als „staatliche Verlautbarungen“ interpretiert, da sie über das Staats- und Selbstverständnis der Stifter Auskunft geben.